# Medinilla rubrovenia
Medinilla rubrovenia är en tvåhjärtbladig växtart som beskrevs av Baker f.. Medinilla rubrovenia ingår i släktet Medinilla och familjen Melastomataceae. Inga underarter finns listade i Catalogue of Life.